# Silvia Rampazzo
Silvia Rampazzo, née le 19 janvier 1980 à Mestre, est une athlète italienne spécialisée en trail et skyrunning. Elle a remporté le titre de championne du monde de course en montagne longue distance 2017 et a décroché la médaille de bronze aux championnats du monde de trail 2017. Elle est également triple championne d'Italie de skyrunning.

## Biographie
Elle grandit dans une famille où le sport est ommi-présent mais pas la compétition, afin de suivre la devise mens sana in corpore sano. Sa passion pour la course à pied la pousse cependant vers la compétition.
Elle remporte son premier titre national en 2014 lorsqu'elle termine deuxième du Sellaronda Trail Running, comptant alors comme épreuve d'ultra skymarathon pour les championnats d'Italie de skyrunning. Elle termine derrière Mira Rai et première Italienne, remportant ainsi le titre.
En 2016, elle remporte les titres nationaux de SkyRace et SkyMarathon.
Elle effectue une excellente saison 2017. Elle termine deuxième de Zegama-Aizkorri derrière Maite Maiora, les deux terminant sous le record de 2008 d'Emanuela Brizio. Elle décroche la médaille de bronze aux championnats du monde de trail 2017 puis devient championne du monde de course en montagne longue distance 2017 en remportant le Giir di Mont.
Le 16 juin 2019, elle domine la SkyRace Carnia et s'impose avec près de vingt minutes d'avance sur Carla Spangaro, remportant ainsi son quatrième titre national en skyrunning.

## Palmarès
| no  | féminin            | Course                                                      | Longueur | Départ            | Temps           |
| --- | ------------------ | ----------------------------------------------------------- | -------- | ----------------- | --------------- |
| 25e | Médaille d'argent  | SkyMarathon Sentiero 4 Luglio                               | 42 km    | 7 juillet 2014    | 5 h 40 min 15 s |
| 57e | Médaille de bronze | Giir di Mont                                                | 32 km    | 27 juillet 2014   | 4 h 16 min 37 s |
| 15e | Médaille d'or      | Championnats d'Italie de skyrunning - Ultra SkyMarathon     | 54 km    | 13 septembre 2014 | 6 h 41 min 51 s |
| 15e | Médaille d'argent  | SkyMarathon Sentiero 4 Luglio                               | 42 km    | 7 mai 2015        | 5 h 29 min 48 s |
| 48e | Médaille d'argent  | Giir di Mont                                                | 32 km    | 28 juillet 2015   | 4 h 4 min 22 s  |
| 8e  | Médaille d'or      | Maddalene Sky Marathon                                      | 44,2 km  | 30 août 2015      | 5 h 15 min 34 s |
| 18e | Médaille d'or      | Championnats d'Italie de skyrunning - SkyRace               | 24,5 km  | 19 juin 2016      | 3 h 13 min 35 s |
| 2e  | Médaille d'or      | Championnats d'Italie de skyrunning - SkyMarathon           | 42 km    | 3 juillet 2016    | 5 h 39 min 17 s |
| 64e | 9e                 | Championnats du monde de skyrunning - SkyMarathon           | 42 km    | 23 juillet 2016   | 5 h 12 min 22 s |
| 66e | Médaille d'argent  | Zegama-Aizkorri                                             | 42,2 km  | 28 mai 2017       | 4 h 37 min 17 s |
| 90e | 5e                 | Sierre-Zinal                                                | 31 km    | 13 août 2017      | 3 h 11 min 16 s |
| 48e | Médaille de bronze | Championnats du monde de trail                              | 50 km    | 10 juin 2017      | 5 h 11 min 7 s  |
| 44e | Médaille d'or      | Championnats du monde de course en montagne longue distance | 32 km    | 6 août 2017       | 3 h 56 min 45 s |
| 13e | Médaille d'or      | K42 Adventure Marathon                                      | 42 km    | 18 novembre 2017  | 3 h 53 min 24 s |
| 12e | Médaille d'or      | Transgrancanaria Maraton                                    | 42 km    | 24 février 2018   | 3 h 12 min 50 s |
| 7e  | Médaille d'or      | Pacifik Trail                                               | 42 km    | 18 mars 2018      | 4 h 51 min 45 s |
| 56e | Médaille de bronze | Championnats du monde de course en montagne longue distance | 36 km    | 24 juin 2018      | 3 h 10 min 32 s |
| 26e | Médaille d'or      | Giir di Mont                                                | 32 km    | 29 juillet 2018   | 3 h 54 min 52 s |
| 93e | 6e                 | Championnats du monde de trail                              | 44 km    | 8 juin 2019       | 4 h 17 min 51 s |
| 40e | Médaille d'argent  | Marathon du Mont-Blanc                                      | 42 km    | 30 juin 2019      | 4 h 37 min 57 s |
| 73e | Médaille de bronze | Sierre-Zinal                                                | 31 km    | 11 août 2019      | 2 h 56 min 17 s |
| 15e | Médaille d'argent  | Annapurna Trail Marathon                                    | 42 km    | 25 octobre 2019   | 6 h 13 min 11 s |
| 51e | 4e                 | Championnats du monde de course en montagne longue distance | 41,5 km  | 16 novembre 2019  | 3 h 56 min 2 s  |